# Live Around the World (Queen + Adam Lambert)
Live Around the World è il secondo (il primo internazionale) album dal vivo del gruppo musicale Queen + Adam Lambert, pubblicato nel 2020.

## Tracce
CD e LP
Lato A
1. Tear It Up – 3:04 (Brian May)
2. Now I'm Here – 5:06 (May)
3. Another One Bites the Dust – 3:22 (John Deacon)
4. Fat Bottomed Girls (featuring Dallas Cowboys Cheerleaders) – 5:27 (May)

Lato B
1. Don't Stop Me Now – 4:10 (Freddie Mercury)
2. I Want to Break Free – 3:33 (Deacon)
3. Somebody to Love – 5:58 (Mercury)
4. Love Kills - The Ballad – 4:17 (Mercury, Giorgio Moroder)

Lato C
1. I Was Born to Love You – 4:04 (Mercury)
2. Under Pressure – 3:45 (David Bowie, Deacon, May, Mercury, Roger Taylor)
3. Who Wants to Live Forever – 4:40 (May)
4. The Show Must Go On – 4:17 (Deacon, May, Mercury, Taylor)
5. Love of My Life – 4:13 (Mercury)

Lato D
1. Bohemian Rhapsody – 2:20 (Mercury)
2. Radio Ga Ga – 4:23 (Taylor)
3. Ay-Ohs – 1:08 (Mercury)
4. Hammer to Fall – 4:53 (May)
5. Crazy Little Thing Called Love – 4:03 (Mercury)
6. We Will Rock You – 2:29 (May)
7. We Are the Champions – 4:36 (Mercury)

DVD
1. Tear It Up – 3:50 (Brian May) – Live at The O2, London, United Kingdom, 2 July 2018
2. Now I'm Here – 5:38 (May) – Live at Summer Sonic, Tokyo, Japan, 17 August 2014
3. Another One Bites the Dust – 3:20 (John Deacon) – Live at Summer Sonic, Tokyo, Japan, 17 August 2014
4. Fat Bottomed Girls (featuring Dallas Cowboys Cheerleaders) – 6:20 (May) – Live at American Airlines Center, Dallas, United States, 23 July 2019
5. Don't Stop Me Now – 4:05 (Freddie Mercury) – Live at Rock in Rio, Lisbon, Portugal, 20 May 2016
6. I Want to Break Free – 3:35 (Deacon) – Live at Rock in Rio, Lisbon, Portugal, 20 May 2016
7. Somebody to Love – 5:53 (Mercury) – Live at Isle of Wight Festival, Newport, Isle of Wight, United Kingdom, 12 June 2016
8. Love Kills - The Ballad – 4:20 (Mercury, Giorgio Moroder) – Live at iHeart Radio Theater, Los Angeles, United States, 16 June 2014
9. I Was Born to Love You – 4:00 (Mercury) – Live at Summer Sonic, Tokyo, Japan, 17 August 2014
10. Drum Battle – 2:29 (Roger Taylor) – Live at Qudos Bank Arena, Sydney, Australia, August 2014
11. Under Pressure – 3:50 (David Bowie, Deacon, May, Mercury, Taylor) – Live at Global Citizen Festival, New York City, United States, 28 September 2019
12. Who Wants to Live Forever – 4:35 (May) – Live at Isle of Wight Festival, Newport, United Kingdom
13. Guitar Solo - Last Horizon – 10:12 (May) – Live at The O2, London, United Kingdom, July 2018
14. The Show Must Go On – 4:14 (Deacon, May, Mercury, Taylor) – Live at The O2, London, United Kingdom, 4 July 2018
15. Love of My Life – 6:14 (Mercury) – Live at The O2, London, United Kingdom, 2 July 2018
16. Bohemian Rhapsody – 2:23 (Mercury) – Live at Fire Fight Australia, ANZ Stadium, Sydney, Australia, 16 February 2020
17. Radio Ga Ga – 4:20 (Taylor) – Live at Fire Fight Australia, ANZ Stadium, Sydney, Australia, 16 February 2020
18. Ay-Ohs – 1:08 (Mercury) – Live at Fire Fight Australia, ANZ Stadium, Sydney, Australia, 16 February 2020
19. Hammer to Fall – 5:01 (May) – Live at Fire Fight Australia, ANZ Stadium, Sydney, Australia, 16 February 2020
20. Crazy Little Thing Called Love – 4:04 (Mercury) – Live at Fire Fight Australia, ANZ Stadium, Sydney, Australia, 16 February 2020
21. We Will Rock You – 2:32 (May) – Live at Fire Fight Australia, ANZ Stadium, Sydney, Australia, 16 February 2020
22. We Are the Champions – 4:20 (Mercury) – Live at Fire Fight Australia, ANZ Stadium, Sydney, Australia, 16 February 2020

## Formazione
- Roger Taylor – batteria, percussioni, voce, cori
- Brian May – chitarra, voce, cori
- Adam Lambert – voce
- Spike Edney – piano, tastiera, sintetizzatore, vocoder, cori
- Neil Fairclough – basso, cori
- Rufus Tiger Taylor – percussioni, batteria, cori
- Tyler Warren – percussioni, batteria, cori